# Ashita no Nadja
Ashita no Nadja (明日のナージャ Ashita no Nāja?, lit. Nadja del mañana) es una serie de anime sobre una niña que se une a una compañía de danza y viaja por Europa en busca de su madre. La versión animada fue producida por Toei Animation y presentada en Japón por la cadena de televisión satelital Animax junto a la cadena de televisión terrestre TV Asahi, entre el 2 de febrero de 2003 y el 25 de enero de 2004. En Latinoamérica fue emitida por Cartoon Network desde el sábado 4 de febrero de 2006 hasta la madrugada del 1 de septiembre del mismo año. En España, se estrenó el 19 de febrero de 2007 en La 2 y el 28 de junio de 2007 en Boomerang. Esta serie posee 50 capítulos de 25 minutos cada uno. También se ha publicado una serie de manga por Kōdansha durante 2003 y 2004. Tomoku Komparu, la guionista de anime, publicó en septiembre de 2016 una secuela del anime en formato manga, llamada Ashita no Nadja: 16-sai no Tabidachi, ambientada tres años después de la finalización del primer manga. El autor de la serie es Izumi Tōdō y el productor es Hiromi Seki.

## Argumento
Ashita no Nadja cuenta las aventuras de Nadja Applefield (su nombre viene de la obra Nadja del escritor francés André Breton), una niña de 13 años. Nadja viaja por Europa junto con un grupo de entretenimiento ambulante llamado "Dandelion". A pesar de que esta serie aparenta ser una historia romántica y superficial, existen claras críticas a la discriminación, pobreza y mala riqueza, que afectaban a la sociedad europea de principios del siglo XX que estaba dividida entre los nobles y los plebeyos. Es importante destacar que esta serie rompe el esquema de mostrar Japón, pues la localización principal es en Europa.
En los primeros episodios, Nadja es una huérfana que vive en el Orfanato Applefield, dirigido por la Señora Appleton, en la Inglaterra de comienzos del siglo XX. Una mañana, Nadja recibe de la Señora Appleton un maletín para ella; dentro de éste se encontraba un elegante vestido y un diario. Sorprendida por estos regalos extravagantes, la niña encuentra una pequeña carta que decía: "Felicitaciones, Nadja. Pronto será tu decimotercer cumpleaños. Para saludarte, te envío un recuerdo del primer baile de tu madre. Espero que tú y tu mamá puedan reunirse nuevamente". Nadja se muestra muy sorprendida tras enterarse de que su madre estaba aún con vida y por eso escucha la explicación de la Señora Appleton. La directora del orfanato recibió a Nadja cuando era bebé, de parte de una amiga de su madre, pues la mujer se encontraba enferma. Se creía que la madre de Nadja, debido a la enfermedad que la aquejaba, no podía tener hijos. Sin embargo, el diario, el vestido y el broche en forma de corazón que posee Nadja, son la conexión que tiene con su madre. Estos objetos son muy importantes en el desarrollo de la serie.

## Personajes

### Compañía Dandelion
Nadja Preminger: Es una niña franco-austriaca con grandes talentos para el baile. Su carisma le permite hacer amigos a todos los lugares donde va. A pesar de ser muy joven, sobre sus hombros carga algunas responsabilidades, a veces cuida a los niños más pequeños que ella acompaña en su orfanato. La historia se desarrolla, 100 años antes del año 2003, es decir en 1903. Todo comienza en Inglaterra cuando Nadja fue abandonada en el Orfanato Applefield cuando era una bebé. Su única pertenencia hasta esos momentos era un pequeño broche que llevaba siempre en su pecho. Nadja creció en el orfanato creyendo que sus padres habían muerto; sin embargo, pocos días antes de su decimotercer cumpleaños, Nadja recibe un regalo sorpresa en el correo: una maleta que contenía un elegante vestido de fiesta con un diario, ambos pertenecían a su madre. Nadja comienza la búsqueda de su mamá, la cual sigue con vida en algún lugar, por lo que deja el orfanato y comienza su carrera de bailarina por toda Europa con el circo ambulante Dandelion. Su mayor sueño es conocer a su madre.
A pesar de su juventud e inocencia, muchos admiradores se enamorarán de ella a medida que transcurre la historia; aunque al final ella debe elegir entre dos amores que son tan parecidos como diferentes.
George Haskill: Miembro del Circo Dandelion proveniente de Inglaterra. Es un hombre fuerte pero de gran carisma, sus compañeros lo llaman "Líder", debido a que dirige el circo ambulante, aunque no es el líder oficial, pero sí es el que decide a qué lugar debe ir el carro y sus tripulantes, ya que al parecer es el dueño del coche que los transporta a todos. A pesar de su apariencia, es muy supersticioso y apasionado por la búsqueda de tesoros.
Anna Petrova: Es una misteriosa anciana de Rusia que confecciona sombreros y ornamentos para las mujeres de la nobleza. Ella es la que cose los trajes para el circo y también para la realeza. Los miembros del circo la llaman "abuela" y tiene un noble carácter. También es una adivina y fue quien le mostró a Nadja su destino.
Sylvie Arte: Es la cantante del circo y proviene de Francia. Tiene una voz hermosa que puede atraer a cualquier público, aparte de una gran belleza. Muy exigente y severa en lo referido a la actuación, pero dulce y comprensiva tras bambalinas. Nadja la ve como una hermana durante el viaje, a pesar de ser algo frívola, siempre le da importantes consejos a la pequeña. Sufre en silencio por el amor no correspondido que siente por su viejo amigo, el trobador Raphael.
Abel Geiger: Es el comediante y payaso del circo y su país de origen es Alemania, también es parte de la compañía Dandelion y durante sus actos siempre usa maquillaje de payaso, realiza malabares y acrobacias. A pesar de eso, es un hombre erudito y sabio. Debido al dominio del alemán como lengua materna, ayudará a traducir el diario de Nadja, ya que ella no comprende ese idioma. Tuvo un pasado muy triste ya que fue doctor y estuvo encarcelado porque robaba medicinas de un hospital para ayudar a otros enfermos.
Thomas O'Brien: Es el violinista del circo y proviene de Irlanda. Es muy tímido y reservado, pero muy dedicado a la música; una de las pocas ocasiones en que se enfada es cuando se pone su talento y el nombre de la Compañía Dandelion en entredicho. Como es muy miedoso ante los hechos violentos, deben emborracharlo para que pueda superar sus miedos. 
Kennosuke Tsurugi: Huérfano y descendiente de una familia de samuráis, tuvo que viajar de Japón a Europa para conseguir dinero para él y su hermana Hanako. Es el único personaje japonés de la serie. Su sueño es ser un buen samurái o aviador, ya que tiene interés en la mecánica. Participa del circo haciendo danza y luchas con katanas, siendo también un hábil mecánico que ayuda a George a mantener el carro en buenas condiciones. Al principio tiene roces con Nadja, pero después se vuelven amigos y se enamora de ella, aunque nunca es capaz de decírselo.
Rita Rossi: Una niña de cinco años proveniente de Italia que sufre de desorden del habla, debido a que vio a sus padres morir en un incendio que consumió su circo. Desde ese día no puede expresarse correctamente. El circo la adopta tras ser testigo de la tragedia, junto con dos cachorros de león, llamados Crema y Chocolate (Chocolate es un león blanco pintado de negro). Con la ayuda de Nadja, Rita superará su trauma y comenzará a hablar otra vez.

### Antagonistas
Hermann Preminger: Hijo del duque Preminger y tío de Nadja, quiere heredar la fortuna pero no le es permitido por desviarse de su camino. Ve a Nadja como un estorbo ya que el duque quiere encontrarla para que ella herede.
Contrata a Rosso y Bianco para que le arrebaten el broche a Nadja. Al final de la historia es despojado de su título nobiliario y encarcelado, al negarse su padre y su hijastro a pagar su fianza.
Rosso y Bianco: Detectives profesionales que fueron contratados por Hermann y el duque, el duque los contrata para que busquen a Nadja
y Hermann para que le quiten el broche, le dan muchos problemas a Nadja pero al final deciden no volver a dejarse contratar por gente con malos propósitos.
Rosemary Applefield: Mejor amiga de Nadja desde la infancia. Siempre anda fantaseando, cree que es una princesa y que su príncipe irá a rescatarla o buscarla. Jugaba con Nadja a que ella era la princesa Rosemary y Nadja su fiel caballero. Al enterarse de que Nadja pertenece a la nobleza, se hace pasar por ella causándole grandes dificultades para reunirse con su madre. Es ella la que rompe el vestido que perteneció a la madre de Nadja cuando tenía su edad arruinándole así, una de las mejores oportunidades que Nadja tuvo para reunirse con su madre.
Una vez se descubre su mentira decide irse por su propio pie pero no sin antes despedirse de Nadja diciéndole que construirá "su propio castillo".
Marianne Hamilton: No es mala, pero si interviene con el amor de Francis y Nadja. Francis la ve como su mejor amiga, pero ella quiere más: está enamorada de Francis y es su prometida, aunque Francis no quiere casarse con ella.
Ve a Nadja como un estorbo, pues piensa que si Nadja pertenece a la nobleza Francis definitivamente se casaría ella ya que él la ama. Marianne no se detendrá hasta separarlos por completo.

### Amores de Nadja
Francis Harcourt: Noble inglés, es guapo y amable, tiene a las chicas de la nobleza en desmayo. Siempre hace su tarea de Noblesse obligée ("Noble obligación") es el hermano gemelo de Keith, conoce a Nadja en un baile de caridad cuando ella se encontraba bailando sola en los jardines de la mansión, se enamora de ella en ese momento y descubre que tienen muchas cosas en común; La ayuda mucho en varias ocasiones y se encuentra con ella en varios momentos. Nadja está enamorada de él y se siente muy atraída por Francis debido a que tienen las mismas metas. Nadja le enseña varias cosas de la vida. Confundido por Nadja de ser el "caballero de los ojos brillantes" que la rescató del incendio en el orfanato Applefield. En una ocasión se pelean (literalmente) con ella ya que ella le comenta de que le declaró su amor a su hermano creyendo que era él, haciendo que Francis sintiera que su amor no era correspondido. Tiempo después se encuentra casualmente con ella en una fiesta de uno de sus mejores amigos, la lleva a su mansión y allí ocurre una gran confusión y pelea con su hermano por ella. Durante el baile Nadja escoge a Francis y decide bailar con él (ya que tenía que decidir si se iba con Keith o con Francis a Viena y con esa decisión también demostraba su elección sobre a quién ella amaba realmente). Francis estaba comprometido con su mejor amiga Mary Anne Halminton, ya que su familia estaba en riesgo de llegar a la quiebra y la única forma de salvarse era mediante la ayuda de los Halminton mediante su boda, aunque él se opone por la razón de sus sentimientos hacia Nadja. Su padre le permite acompañar a Nadja en su viaje hacia Viena con la intención de convencer al duque Earl Preminger de que Nadja Applefield es su verdadera nieta. Termina en la cárcel, ya que miente diciendo que él es el famoso ladrón Rosa negra. Lo hace para que Nadja no sufra, porque Mary Anne lo confunde y hace que él piense que Nadja ama realmente a su hermano mayor y gemelo. Y por esa razón también se llevan a Nadja a la cárcel, porque la policía creyó que ella era cómplice de Rosa negra. Pero al final él sale de la cárcel y salva a Nadja junto con otros chicos de que se la lleven a un internado haciendo de que ella se marche para seguir sus sueños.
Keith Harcourt/Rosa Negra: Hermano mayor de Francis. Es algo frío y se odia por pertenecer a la aristocracia. Él es el famoso ladrón Rosa negra y quiere que haya justicia ya que la mayoría de aristócratas se aprovechan de las personas que se encuentran en una situación económica crítica. Al igual que su hermano gemelo, se enamora de Nadja, pero a veces cree que su amor no es correspondido ya que muchas veces ella demuestra que realmente está enamorada de su hermano lo que provoca un gran sufrimiento para él. La ayuda en varias ocasiones y él es el verdadero caballero de los ojos brillantes. Nadja lo confunde con su hermano gemelo Francis en una ocasión cuando él se encuentra con ella en Granada después de que Francis y Nadja casualmente se encontraran en Suiza. Pero más adelante ella descubre que él no era realmente Francis sino que era su hermano mayor. Keith no quiere que ella pertenezca a la aristocracia por los problemas que tenía su madre, ya que descubrió el secreto que guardaba el anillo,(tenía un emblema oculto) después de investigar terminó descubriendo de que ella realmente era una Preminger. Es en realidad la persona que rescató a Nadja del incendio en el orfanato Applefield. Sufre la tortura por su amor hacia ella, ya que intentó recuperar su broche, pero por una confusión que tuvo primero porque vio a una chica rubia de espaldas con el traje del orfanato Applefield, y segundo, porque a ella la llamaron por el nombre de Nadja y cuando ella se dio la vuelta él se dio cuenta de que no era Nadja si no otra niña (ella era Rossemary) y justo cuando él iba a salir de la mansión en la que se encontraba el broche, Hermann lo agarró y lo llevó al calabozo, terminando siendo azotado con un látigo hasta herirlo y debilitarlo.
Al final logró escaparse y llevarle el broche a Nadja. Se enojó mucho al enterarse de que su hermano se había hecho pasar por el verdadero Rosa negra. También salvo a Nadja cuando el duque intento llevársela a un internado.

### Miembros de la nobleza
Duque Preminger: Un noble muy respetado en Austria. Es el padre de Hermann y Collette, y por tanto, abuelo de Nadja. Es un hombre poderoso y orgulloso lo cual lo convierte en alguien frío y obsesionado con el honor de su familia. Tiene una buena relación con su hija y Oscar Colorado.
Raymond Colbert: Padre de Nadja de origen francés, trabajó para el duque pero fue despedido cuando Collette pidió permiso para casarse con él, a lo que el duque se negó rotundamente debido al estatus social de Raymond, ya que este no pertenecía a la nobleza. Como resultado, se fugaron. Trágicamente, Raymond murió en un accidente cuando Collette y Nadja estaban muy enfermas. El duque le ordenó a sus sirvientes que dejaran a Nadja con una amiga de ellos, Miss Applefield, la cual tenía un orfanato, y les ordenó decirle a Collette que su hija había fallecido debido a la enfermedad, y de esa forma, conseguir que esta volviera a casa.
El duque Preminger también contrata a los investigadores privados, Rosso and Bianco, para recavar información sobre Nadja para así saber si es merecedora de ser su heredera. A lo largo de la historia se dan pistas de que había sido él el que le había enviado el diario y el vestido a Nadja. Sin embargo, sin él estar consciente, Rosso y Bianco también habían sido contratados por su hijo, Hermann, el cual quería eliminar a Nadja para ser el único heredero del ducado.
Collette Preminger:
La madre de Nadja. Su vestido y su diario fueron mandados a esta por su decimotercer cumpleaños. Collette es la hija mayor del noble austriaco, el duque Preminger. Se fugó con Raymond, un músico francés y profesor de piano, cuando su padre lo despidió tras enterarse de que mantenían una relación en secreto. Vivieron felices en París hasta que Raymond murió en un accidente. Su muerte llevó a que Nadja fuera dejada en un orfanato, y con Collette creyendo que ella también había muerto, volvió a la mansión de los Preminger, y con dolor por haber perdido a su esposo e hija, se casó por segunda vez con el conde Waltmüller, un buen hombre el cual había sido un amigo suyo desde la infancia y que se ofreció a cuidarla sin exigir el amor de Collette.
Collette es muy similar a Nadja: leal, de buen corazón, testaruda en muchas ocasiones, y ligeramente ingenua a veces. Durante la historia, sus caminos se cruzan varias veces pero no descubren que son madre e hija hasta el final.
Oscar Colorado:
El hijastro del hijo del duque Preminger, Hermann, hijo de su esposa Hilda. Oscar no se lleva bien con su padrastro pero sí con el duque y Collette. De hecho, la único razón por la que el duque no lo nombra su heredero es su falta de sangre Preminger. Él cuida de Collette, quien lo trata como su fuera su propio hijo. Oscar es muy protectivo con su madre ya que Hilda es frágil y dulce y sufre abusos por parte de Hermann.
Oscar es bueno y amable, pero también muy perspicaz. Cuando Hermann le dice que se busque una mujer noble en el baile de gala, él descubre de que Hermann le debe una gran suma de dinero, por financiar su búsqueda de Nadja, a Antonio Fabiani. Él planea que Hermann se encuentre con Antonio y cuando lo consigue Hermann le dice que no tendrá el dinero para pagarle lo que le debe hasta que herede su fortuna. Oscar le dice que odia a los hombres como él y que solo intenta usar "veneno contra veneno".
Oscar es heredero del clan Colorado y es propietario de la mansión en la que vive Hermann, y tiene suficiente dinero para pagar las deudas de este aunque solo lo hará si este renuncia a Hilda y a la mansión Colorado.
Fernando González: Es el hijo de una familia noble española, y toda su vida ha sido mimado y consentido. Esto se puede observar en su actitud maliciosa y altiva. Fernando encuentra a Nadja muy atractiva pero en vez de ser amable con ella, se dedica a darle órdenes y la humilla públicamente cuando la lleva a un baile como entretenimiento para los nobles. En una ocasión la chantajeó de nuevo para que fuera a otro baile. Su familia empleó a la mejor amiga de la infancia de Nadja, Rosemary, cuando esta salió del orfanato. Rosemary está enamorada de Fernando, pero su actitud hacia ella y lo bien que trata a Nadja (según su punto de vista), causan la traición de Rosemary y su odio hacia Nadja.
Leonardo Cardinale: Leonardo es un muchacho de la nobleza italiana de personalidad muy mujeriega y halagadora puesto que se menciona en varias ocasiones que el ha tenido demasiadas novias y cada vez que se le ve, tiene un montón de chicas jóvenes a su alrededor, es halagador porque cada vez que ve a una mujer la saluda con un beso en la mano y le dice un cumplido. Está comprometido con Julietta, una mujer noble aunque él no le presta atención ya que es un matrimonio arreglado. Julietta, entonces, es blanco de la manipulación de Antonio Fabiani.
Leonardo, junto a su amigo Thierry, ayudan a Nadja varias veces durante la historia, incluyendo las dos veces en las que vistieron a Nadja de gala.

### Otros
Antonio Fabiani: Es un joven prestamista italiano, proveniente de Venecia. Se dedica a establecer negocios con distintas familias de la nobleza, los cuales tienden a ser turbios o sucios. Muchas de las familias aristócratas que se han relacionado con él se han visto gravemente perjudicadas, llegando incluso a perder toda su fortuna. Debido a lo anterior, Fabiani tiene una especie de mala fama en el mundo aristócrata. Sin embargo, pese a los fraudes que se le adjudican, muchas personas aristócratas insisten en recurrir en su ayuda, como es el caso de Hermann Preminger. 
Conoce a Nadja en una fiesta dada por un miembro de la aristocracia. Luego de aquel primer encuentro, se topa constantemente con ella, sobre todo en celebraciones planeadas por la nobleza. Muestra verdadero interés en la joven cuando se entera de que su madre es, aparentemente, miembro de la nobleza. A partir de ese momento, Fabiani ya no considera a Nadja como una mera bailarina de una compañía ambulante, sino como una potencial conexión con otra familia de la nobleza, con la cual poder establecer negocios a futuro. 
En su afán desesperado de pertenecer a la nobleza, intenta conquistar a Julieta, la prometida de Leonardo, debido a que su padre era uno de los condes más adinerados del país. Se sabe que llega a sentir verdadero amor por la joven. No obstante, luego de una serie de encuentros, Julieta le hace saber que ama a Leonardo y que lo prefiere a él por sobre toda las cosas. Fabiani se aleja de ella, respetando su decisión.
Tiene un trato muy discriminatorio hacia las personas no aristócratas, debido a que no le aportan en su meta de tener grandes riquezas. 
Se revela que proviene de una familia humilde y que sus padres trabajaban manejando góndolas en Venecia. Cuando su padre fallece, producto de una enfermedad, es su madre, Irma, quien se encarga de conducir el negocio de las góndolas. A los 16 años abandona su hogar para trabajar en Milán, con el fin de ayudar a su madre. Constantemente envía dinero y regalos a esta.
Harvey Livingston: Es un periodista de origen estadounidense que trabaja para el periódico francés y debido a su trabajo viaja por Europa buscando las mejores noticias. Fue el primero en darle a Nadja pistas serias sobre su verdadero origen; como cuando examinó su broche al conocerse en Italia y, deduciendo la calidad de este, concluye que Nadja es de un origen muy noble.
A pesar de que parezca vago, Harvey es extremadamente serio en cuanto al trabajo. Tiene un percepción muy fuerte de la justicia y admira a la Rosa Negra; uno de sus sueños es el de entrevistarlo. Ha cuidado de su hermano pequeño, T.J., desde que ambos fueron dejados en un orfanato.
Raphael, el trovador: Un hombre sabio y de buen corazón, es un músico que viaja por toda Europa y es muy buen amigo del grupo Dandelion. Una vez, él y una mujer noble se fugaron juntos pero ella murió de una enfermedad y él se siente culpable por ello, componiendo así preciosas melodías y rechazando a cualquier mujer, temiendo que les vuelva a pasar lo mismo que a su esposa. Sylvie conoce esa triste historia y se enamora de él, sin saber que su amor nunca podrá ser correspondido. Él le dice a Nadja una vez que puede "ver sus alas".
Christian Strand: Es un chico inglés muy amable e inteligente interesado en el mundo de la egiptología. Se encuentra con Nadja un gran número de veces. Se enamora de ella pero, debido a que ya está enamorada de los gemelos Harcourt, nunca se lo dice. Christian era un niño de la calle con una mente privilegiada, fue adoptado y hecho heredero por un renombrado profesor interesado en el tema de Egipto. Sin saberlo, vive cerca de la mujer que, años antes, había dejado a Nadja en el orfanato y la cual le mandó el maletín con los recuerdos de su madre.
T.J. Livingston: Es el hermano pequeño de Harvey. Conoce a Nadja tras ver uno de los shows del grupo Dandelion y de acercarse a ella. Durante el anime muestra estar enamorado de Nadja e incluso compitiendo con Kennosuke por ella, sin darse cuenta de que Nadja ya está enamorada de los gemelos Harcourt. Él y Nadja se reencuentran varias veces en diferentes partes de Europa.
Oliver Applefield: Es uno de los niños de orfanato en el que vivió Nadja y, por tanto, uno de sus amigos de la infancia. Al principio de la historia, Oliver, quien ya tiene la edad suficiente para dejar el orfanato, se va a trabajar de herrero. En un punto, se reencuentra con Nadja y los sentimientos que él tenía por ella desde que vivían en el orfanato afloran pero es incapaz de confesárselos. Cuando Rosemary le roba la identidad a Nadja, esta tiene la idea de que Oliver testifique cual de las dos es la verdadera Nadja debido a que los tres crecieron en el orfanato Applefield.

## Discografía
Ashita no Nadja cuenta con 2 BGMs y 3 CD Drama.

### Opening
- "¡Nadja!" por Minako Honda.

### Ending
- "Que Sera, Sera" por Ami Koshimizu.

canción cantada por:(Ami Koshimizu)

## Lista de episodios
Esta es la guía de episodios de la serie de anime Ashita no Nadja, compuesta por 50 episodios.
| # | Título | Estreno                                                           |
| --- | --- | ----------------------------------------------------------------- |
| 01 | «¡Nadja, la puerta del destino!» «Nadja, Unmei no Tobira!» (ナージャ、運命の扉！！) España: «Nadja y la puerta del destino» Hispanoamérica: «Nadja y la puerta del destino»                                                                                              | 2 de febrero de 2003 4 de febrero de 2006 20 de febrero de 2007   |
| Nadja es una niña muy feliz que vive en el orfanato Applefield de Inglaterra con sus amigos que conoció en ese lugar. Un día la directora le da a Nadja un paquete que le entregaron, en él había una maleta que contenía un vestido de gala, un diario y una carta. Nadja al leerla descubre que esos regalos fueron utilizados por su madre en su primer baile y que ella sigue con vida en alguna parte y la directora especula que la persona que le entregó esos regalos sea la misma que la dejó en el orfanato. Los niños visitan la ciudad, en donde disfrutan la actuación de la compañía ambulante Dandelion. A Nadja se le vuela el sombrero y llega a parar atrás del carro de la compañía cerca de una fuente en donde una anciana llamada Anna Petrova se encuentra sentada con una bola de cristal y le dice a Nadja que ella es la elegida por la diosa del destino y tiene un futuro lleno de misterios. La anciana se retira y al mismo tiempo; dos hombres, llamados Rosso y Bianco, se encuentran en un edificio observando a Nadja. De vuelta en el orfanato, ya es de noche y Nadja se encuentra en una habitación cantando para que los niños se pudieran dormir. Los dos hombres que se encontraban espiando a Nadja antes, entran al orfanato y empiezan a buscar cuarto por cuarto hasta dar con Nadja pero en un descuido dejan caer su linterna provocando un incendio en uno de los cuartos. Nadja irrumpe y empieza a avisar a los demás. La compañía Dandelion llega a ayudar mientras que Nadja entra de nuevo para buscar la maleta de su madre, al encontrarla descubre que no tiene por donde salir, así que se tira por una ventana, luego es emboscada por Rosso y Bianco que intentan quitarle el broche de su madre que lleva en el pecho. Cuando intentan sacárselo los interrumpe con joven de traje blanco que llega en un caballo de igual color y los golpea hasta que se desmayan. Éste le devuelve el broche a Nadja y la abraza hasta que se desmaya, desde ese momento ella lo llama el caballero de ojos brillantes. El la lleva hasta el carro de la compañía donde le pidió a la anciana que la cuidara. | |                                                                   |
| 02 | «Rosa Negra, un misterioso ladrón de la noche» «Kaitou Kurobara no Yoru» (怪盗黒バラの夜) España: «La Rosa Negra, un misterioso ladrón en la noche» Hispanoamérica: «La noche del ladrón Rosa Negra»                                                                     | 9 de febrero de 2003 11 de febrero de 2006 21 de febrero de 2007  |
| Nadja despierta en el carro de la compañía y lo abandona rápido para dirigirse al orfanato. Al llegar ve a la directora, pero al querer acercarse a ella ve que no está sola, Rosso y Bianco estaban con ella preguntando por Nadja. Ella se esconde mientras los demás la siguen buscando y le deja una carta a la directora agradeciéndole por todo. Nadja se dirige a la ciudad con la esperanza de encontrar a su madre, pero mantenerse debe tener un trabajo. Después de preguntar en varios negocios, nadie la acepta, hasta que escucha la canción de la compañía Dandelion. Se acerca a ellos a preguntarles si `puede trabajar con ellos y al aceptar dar una audición, la abuela le da un tutú para que baile y Thomas, un bastón con cascabeles en las puntas. Efectúa un lindo baile que hace que las demás personas se acercan y automáticamente se convierte en parte de la compañía y la invitan a ir a Londres. Al llegar, le hacen una fiesta de bienvenida a Nadja durante la noche. Ella no podía dormir, entonces Crema y Chocolate se le acercan y los saca a pasear, en eso, ellos se escapan hacia la ciudad. Cuando por fin los encuentra, no sabe donde están, así que comienzan a caminar. Nadja se encuentra con el famoso ladrón Rosa Negra, un joven que roba a los ricos para darle a los pobres. La policía lo persigue, entonces calla a Nadja para que no grite y la lleva a un callejón. El le dice a Nadja que es muy pequeña como para andar en las calles a esa hora, se aleja y Nadja le grita que es un cretino. | |                                                                   |
| 03 | «¡El gran descontrol del samurái Kennosuke!» «Samurái Kennosuke Daibousou!» (サムライ・ケンノスケ大暴走！) España: «El samurái Kenosuke hace una tontería» Hispanoamérica: «El samurái Kenosuke»                                                                         | 16 de febrero de 2003 18 de febrero de 2006 22 de febrero de 2007 |
| La compañía finalmente llega a Londres a presentar su espectáculo frente al museo británico. Nadja se encuentra descanso fuera del carro mientras bebe una taza de té, en lo que aparece Harvey Livingston, un periodista de París rebajado a escribir en la sección de espectáculos por no haber escrito nada acerca de Rosa Negra, que debe entrevistar al dueño de la compañía, pero al no encontrarse éste se retira. Al mismo tiempo, aparece Kennosuke un samurái japonés interesado en la mecánica del carro. Éste se sube al carro y por accidente lo pone en marcha, desafortunadamente, Rita se encontraba dentro por lo que Nadja empieza a perseguir el carro. En su camino, Nadja choca con una señora haciendo que ella tire sus cosas, Nadja la ayuda a recogerlas y se retira apresurada, la señora era la enfermera que la dejó en el orfanato y quien le regaló la maleta. El carro perdía el control por la ciudad; Harvey que se encontraba en un bar y ve el descontrol, así que sale y se encuentra con Nadja y el toma un carruaje para perseguirlo. Cuando se acercaron por fin al carro, Harvey le dice a Kennosuke que presione el freno pero este no funciona, así que Nadja salta del carruaje pero al hacerlo está por caerse entonces Harvey salta también y la ayuda a subirse. Harvey tome el control del carro y pisa fuerte el freno y en eso, Líder trata de detener el carro y juntos lo logran. Kennosuke pide disculpas y poder unirse a la compañía. | |                                                                   |
| 04 | «Nadja, la princesa bailarina y el profesor Momias» «Maihime Nadja to Miira Hakase» (舞姫ナージャとミイラ博士) España: «La bailarina y el doctor Momias» Hispanoamérica: «La hermosa bailarina y el médico de momias»                                                    | 23 de febrero de 2003 25 de febrero de 2006 23 de febrero de 2007 |
| La compañía Dandelion por fin se presenta frente al museo británico con su nuevo integrante Kennosuke. Al final de la función se sorprenden al ver la cantidad de dinero que recaudaron y todos piensan que es por el cambio de vestuario de Nadja durante su baile. Al ver el gran esfuerzo que todos dieron, Líder los deja descansar hasta su siguiente función y deciden ir todos juntos dentro del museo. Líder se encuentra con un viejo amigo mientras que los demás fueron a vigilar a Kennosuke y a Rita para que no rompan nada, por lo tanto Nadja se quedó sola observando las maravillas del museo. Al mirar unos recipientes, Nadja piensa que son juguetes de la momia, y entonces aparece Christian Strand, un joven estudiante de arqueología egipcia muy dedicado en sus estudios y corrige a Nadja. En el momento en que la ve se enamora de ella y por los nervios, sigue con su explicación. Son interrumpidos por la voz de Kennosuke que la buscaba y debe retirarse. Mientras Nadja se encuentra bailando, Christian la ve y se queda aún más sorprendido por su belleza. Al salir de su casa para ir de nuevo al museo para poder ver a Nadja, se encuentra con la señora Evans, la enfermera que cuidaba a Nadja, así que de algún modo, Christian y Nadja están conectados por el destino. Al encontrarse, Christian le promete a Nadja ir al día siguiente después de sus clases a mostrarle unas fotos de Nefertiti (porque según el, Nadja se parece a Nefertiti). Al estar en el carro, Líder llega con un mapa en la mano y con la noticia de que deben irse. Christian corre muy feliz hasta el museo, pero al no ver el carro de Dandelion se desilusiona pero su jefe, llega con una carta de Nadja que dejó para el. En ella le pide disculpas por haberse ido y que espera que algún día elle pueda mostrar la foto de Nefertiti. En su camino de vuelta, deben pasar por la mansión del conde Hartcourt para entregar un sombrero que confeccionó la abuela para la señorita Queensbury. Nadja se bajó y caminando por el jardín, vio a un joven practicando equitación, el caballero de ojos brillantes. | |                                                                   |
| 05 | «Sólo los dos bailando un vals en una noche estrellada» «Hoshi no Yoru Futari dake no WALTZ» (星の夜・二人だけのワルツ) España: «Bailando un vals bajo una noche estrellada» Hispanoamérica: «Un romántico vals bajo las estrellas»                                      | 2 de marzo de 2003 4 de marzo de 2006 26 de febrero de 2007       |
| En la mansión Hartcourt, la abuela le hace la entrega del sombrero a la señorita Queensbury, esta además le pide si puede arreglar una peineta, así que le pide a Nadja que se adelante en el camino. Ella se pierde y no encuentra la salida, intenta preguntarle a varias personas pero todos están ocupados preparando el baile para esa noche, un mayordomo la encuentra y le pide a una mucama que se encargue de ella. La joven la lleva al jardín para enseñarle a cortar rosas y Nadja le pregunta si conoce al joven que hacía equitación porque quería darle las gracias por haberle salvado la vida, ella le contesta que es el joven hijo del duque pero que probablemente no se acuerde ella porque hace obras de caridad por todas partes pero que además, ellos pertenecen a mundos diferentes. Nadja regresa al carro, va a su cuarto y se queda mirando el vestido de su mamá. Escapa del carro con el vestido en sus manos y corre hasta los jardines de la mansión, al escuchar la música del vals, se pone a bailar sola. Mientras tanto en la fiesta, Francis Hartcourt (al caballero de ojos azules), no se siente cómodo ya que no le gusta bailar, así que escapa al jardín. Adentrándose más profundo, ve a Nadja en un pabellón bailando sola vestida de gala. Ella se esconde porque pensó que era un guardia pero él le dice que se tranquilice ya que no lo es. Ambos se ponen a hablar y descubren que ambos se sienten mal por haber perdido a sus madres de muy chicos. Nadja se siente triste al pensar que las personas que estaban en esa mansión pertenecen a un mundo distinto al de ella, pero el la contradice diciéndole que eso no es verdad. Él se acerca a ella y le pide que bailen una pieza de música, ella se asombra al ver que él es el caballero de ojos brillantes y acepta bailar con él. Ambos bailan en el salón y se dicen sus nombres, ella le agradece por haberla salvado, pero el no lo recuerda por lo que ella se decepciona. La compañía viaja a París a encontrar un tesoro del cual Líder oyó hablar. A Nadja le pone feliz saber que si su destino está junto al caballero de ojos brillantes, es probable que vuelvan a verse. | |                                                                   |
| 06 | «El diario del festival de baile que une a madre e hija» «Oyako wo Musubu buttokai no nikki» (母子を結ぶ舞踏会の日記) España: «Un diario de baile. Unión entre madre e hija» Hispanoamérica: «El diario de mamá»                                                         | 9 de marzo de 2003 11 de marzo de 2006 27 de febrero de 2007      |
| La compañía llega a Francia, más específicamente a París, para presentar su actuación. Antes de darla, Nadja comienza a leer el diario de su madre que le regalaron, pero descubre que está en otro idioma. Luego de su presentación, los miembros de la compañía descansan, mientras que un chico del lugar llamado TJ se acerca a Nadja y le confiesa que le gusta. TJ es el hermano menor del reportero Harvey Livingston, pero el no puede acompañar a su hermano mayor en Inglaterra ya que tiene que asistir al colegio. Kennosuke lo ve y los interrumpe. Ambos niños comienzan a pelear y Nadja les arroja un balde de agua. Cuando se estaban secando sus ropas, Nadja le pregunta a TJ si puede descifrar lo que dice el diario, él le promete que lo conseguirá y le pregunta a los demás integrantes de Dandelion si pueden entender lo que dice. Abel el payaso, se ofrece para intentar leerlo y lo consigue, ya que el diario estaba en alemán y el proviene de Alemania. El diario decía que en París fue el primer baile de la mamá de Nadja y que su primera pareja de baile fue un artista de la zona llamado Alphoncis Jean Marais. Nadja se pone en marcha con la búsqueda de ese hombre para averiguar algo de su madre acompañada por TJ y Kennosuke. Comenzaron a buscarlo en distintas galerías pero no dieron con él, cuando se detienen a pensar en otro plan, una niña pequeña llamada Madeline llega llorando diciendo que se perdió y no encuentra a su mamá. Ellos se ofrecen a ayudarla y emprenden una nueva búsqueda por la madre de Madeline. Después de buscar por mucho tiempo, TJ se cansa y le grita a Madeline diciéndole que sea menos descuidada pero Kennosuke la defiende y ellos comienzan a pelar de nuevo pero Nadja les grita muy fuerte para que paren, Madeline comienza a llorar pero Nadja canta una canción al escuchar la campana de un reloj que la calma y a los demás también. Vuelven a camina y pasan junto a un puesto de dibujo donde un hombre los detiene y en eso llega la madre de Madeline. Madeline se había perdido mientras dibujaban a su madre y por eso el dibujante recordó su nombre. Cuando estaban por retirarse, Nadja ve un dibujo y se asombra porque dice que parece muy real y el dibujante le pregunta si puede pintar su rostro, ya que tiempo atrás conoció a una mujer que se parecía a ella y dijo exactamente lo mismo que Nadja. El hombre le cuenta que antes asistía a bailes de la alta sociedad a pintar retratos y ganaba muy bien, en uno de ellos conoce a una chica y ella le dijo que sus obras parecían muy reales. Desde ese momento, el pintor dejó su vida de fama y fortuna para pintar cosas que le gustan más. Allí es cuando Nadja se da cuenta de que él es Alphoncis Jean Marais entonces le pregunta sobre su madre, pero por desgracia el no sabe anda porque solo hablaron muy poco pero le dice que ellas tienen la misma sonrisa. Eso deja con esperanzas a Nadja de que pudo acercarse un poco a su madre. | |                                                                   |
| 07 | «Una trampa en el festival de las máscaras» «Kamen butoukai WANA» (仮面舞踏会のワナ) España: «Robo en el baile de máscaras» Hispanoamérica: «Una trampa en el baile de disfraces»                                                                                        | 16 de marzo de 2003 18 de marzo de 2006 1 de marzo de 2007        |
| Nadja y la compañía hacen otra de sus presentaciones en París, mientras actuando, un joven llamado Leonardo Cardinale toca la puerta de atrás del carro de la compañía, acompañado de su novia Teresa y su amigo Thierry Rothschild. Ellos buscan a la abuela para que le muestre a Thierry sus diseños, ya que él tiene una tienda de alta costura y que además le confeccione un sombrero a Teresa. Nadja llega por detrás y le pide a la abuela que arregle el dobladillo de su vestido. Leonardo se queda sorprendido por su belleza y desde ese momento la llama "capullo de rosa". Luego de la presentación, Rita se aleja para jugar con Crema y Chocolate y Nadja va a buscarla. Rita se encontraba afuera de una mansión pero la pelota se le escapa y entra a ese lugay interfiriendo el camino de un coche que iba de paso. El coche frena pero sufre unas rayaduras y el niño rico que iba dentro, Fernando González culpa a Rita por lo ocurrido. Nadja alcanza a Rita y pide disculpas en nombre de ella al joven y que trabajara para pagar la reparación del auto. Del mismo, baja una mujer elegante, llamada Simone Monterland quien es la tía de Fernando y admira la determinación de Nadja y se asombra al saber que es una bailarina ambulante que hace bailes vulgares. Ella la contradice y en eso la mujer la invita a que muestre su baile en su fiesta de esa noche y Nadja acepta. Le cuenta a los demás integrantes de la compañía pero ellos no están de acuerdo, aunque ella va de todos modos. Al entrar a la mansión, ve que el salón está lleno de hombres disfrazados de Rosa Negra. Fernando la ve, la toma del brazo dejando caer su estuche con el bastón y las partituras de su canción y le avisa a su tía que la presenta ante todos. Fernando la empuje al centro del salón para que baile y empieza a sonar un vals que hace que todos bailen y choquen con Nadja a propósito. Ella tropieza pero es atrapa por Leonardo y le explica por qué se encuentra allí. Leonardo lleva a Nadja a un cuarto para que se cambie. Thierry toca la puerta llevando en sus manos un vestido que acababa de diseñar y unas jóvenes llegan a ayudarla a ponérselo. Al llegar al salón, todos se quedan sorprendidos mientras que la señora Simone se muere de celos porque acapara toda la atención de sus invitados. Un ramo de flores le llega a la señora junto con una carta de parte del ladrón Rosa Negra, que dice que esa noche robará el collar que la señora estaba usando. En ese instante, las luces se apagan y cuando vuelven a encenderse, el collar de la señora Simone desaparece. Un hombre (quien es el verdadero ladrón Rosa Negra) la felicita por su actuación (que no lo era) y le pide a todos que sigan con la fiesta. El ladrón invita a bailar a Nadja y ella al sentir su mano, descubrió que él es el verdadero ladrón. El le dice que la única razón por la que roba es para que haya justicia, el huye y a la mañana siguiente el repartió grandes cantidades de dinero a gente que lo necesitaba. | |                                                                   |
| 08 | «Alas rotas y lágrimas de amor» «Oreta Tsubasa to Koi no Namida» (折れた翼と恋の涙) España: «Ala rota y lágrimas de amor» Hispanoamérica: «Un ángel triste y una lágrima de amor»                                                                                        | 23 de marzo de 2003 25 de marzo de 2006 2 de marzo de 2007        |
| Rafael, el trovador llega a visitar a sus amigos de la compañía. Sylvie se muestra distante ante el y entonces hace otras cosas cuando él está cerca. Mientras ella se encontraba en el carro, ve a Nadja dormir y se acerca para taparla con una manta y Nadja en sus sueños dice "Francis". Cuando despierta, se va con Sylvie a hacer las compras y paran en un café. Ambas se ponen a hablar de tener pareja y Sylvie le pregunta a Nadja sobre Francis y ella le responde que no es lo que ella piensa. Nadja le insiste a Sylvie para que le cuente de quien está enamorada y ella le responde que de un ángel y Nadja se queda confundida ante esa respuesta. Le pregunta al señor Abel si alguna ha visto un ángel y él le contesta que sí y señala a hacia donde se encuentra Rafael, en eso Nadja compredió lo Sylvie le dijo (Rafael es el nombre de un arcángel y por lo tanto, era Rafael a quién ella se refería). Nadja va con Sylvie y le pregunta si era Rafael de quien estada enamorada, pero no le contesta ya que los interrumpe un hombre de quien más adelante se sabrá su identidad. Nadja se puso a escuchar a Rafael a lo lejos y en eso llega la abuela y le explica que si Rafael le canta una canción a una persona, el amor que siente será correspondido. Emocionada, Nadja va hasta donde se encontraba Rafael y le pide que toque una de sus canciones para una "amiga". De camino de regreso, Nadja se encuentra con Sylvie y la incita para que le diga a Rafael que lo ama, ella le dice que si estuviera en su lugar que le diría al chico que ama, que en ese caso es Francis, Nadja le contesta que en realidad no lo ama pero Sylvie le pregunta si le confesaría su amor a pesar de que solo bailó con el una vez, que es probable que él se haya olvidado de ella y que tal vez no lo vuelva a ver, Nadja a punto de llorar le contesta que lo ama. Ella no entiende porque llora y Sylvie le dice que lo hace porque no ha podido verlo. Luego a orillas de un canal, Sylvie le cuenta la historia de Rafael y que por todo eso nunca le corresponderá. Al regresar juntas al carro, Nadja va junto a Rafael y llama a Sylvie para que canten juntos. | |                                                                   |
| 09 | «¡El sufridor Pianista genio!» «Nayameru Tensai Pianist!» (悩める天才ピアニスト！) España: «El pianista engreído» Hispanoamérica: «El joven pianista» | 30 de marzo de 2003 1 de abril de 2006 5 de marzo de 2007         |
| La abuela tiene un pedido que entregar en la mansión de una aristócrata. Resulta ser una mujer bastante amable y le ofrece a Nadja la posibilidad de mejorar su técnica de baile. La invita a un salón dentro de su mansión donde jóvenes artistas se reúnen a practicar y allí ve a un joven tocando el piano y queda fascinada con la melodía que interpreta y la mujer le dice que se llama John Whitard. Leonardo y Thierry llegan y saludan a Nadja pero el ruido que provocan al charlar y la arrogancia de Leonardo, hacen que John se desconcentre, se enoje con ellos y deje el lugar para poder concentrarse para la competencia para la cual estaba tratando de componer algo. De regreso en el carro, Nadja se va con Kennosuke, Rita y Crema y Chocolate a comprar algo de pan para el almuerzo; en el camino de regreso, ven a una persona encima de un puente con la intención de quitarse la vida tirándose al río, así que van a detenerlo. Ellos jalan de su ropa para que no se tire y al lograrlo Nadja y él se ven el uno al otro asustados, el joven era el pianista que conoció. Todos le piden una explicación de por qué quería quitarse la vida pero el les contesta que no era eso, solo quería observar el paisaje desde otra perspectiva. El intenta irse pero Crema y Chocolate lo frenan, y se desmaya por el susto. Lo llevan al carro de la compañía y despierta justo a tiempo para ver las actuaciones de todos. Al terminar, Nadja va a preguntarle si le gustó sus actuaciones a lo que el pianista le contesta que todo eso no era arte. Thomas se mete en la conversación junto con todo el resto de los integrantes de la compañía. Tras charlar por un minuto, John se retira a tomar sus cosas y retirarse. Kenosuke lo amenaza con los leones y el pianista se asusta tirando su cuaderno y revelando que no ha podido componer nada todavía. Asustado, John huye y Nadja va tras él. Cuando logra alcanzarlo, se dan cuenta de que volvieron al mismo lugar, cerca del carro de la compañía y a pesar de que ambos están muy cansados, se ponen a conversar. El pianista se asombra por la amabilidad de Nadja que le permitió hacer muchos amigos y le confiesa que en realidad sí iba a quitarse la vida saltando al río. Nadja va a buscar té dentro de la compañía y al volver continúan con su charla. John le cuenta su historia de vida, de su antigua escuela en Inglaterra en donde su compañero de cuarto siempre le servía té y de por qué no le gustan los gatos, la razón es que cuando él era pequeño, un ato le rasguñó la mano y no puedo tocar por un tiempo. John se va a componer música y le agradece a Nadja todo lo que ella hizo por él. De regreso en la mansión, John se encuentra con Francis Hartcourt, su excompañero de cuarto, John le comenta el encuentro que tuvo con "una joven" que le hizo recordar a él y que interpreta un lindo baile, allí Francis se da cuenta de quien es esa joven de la cual John hablar: su amada Nadja. | |                                                                   |
| 10 | «La cajita musical de los recuerdos de ambos» «Futatsu no Omoide Orgel» (ふたつの想い出オルゴール) España: «La cajita de música de los recuerdos» Hispanoamérica: «La cajita musical»                                                                                    | 6 de abril de 2003 8 de abril de 2006 6 de marzo de 2007          |
| La compañía Dandelion da una presentación en la cual reúnen mucho dinero, en eso Nadja se encuentra con TJ y Harvey quienes estaban mirando su actuación. A la noche, le ofrecen a Nadja ir al día siguiente al mercado y eso Kennosuke se mete en la conversación y dice que también irá y hasta le ofrece a Rita que también vaya. se dirigen en un carruaje hasta el mercado y luego de observar varios puestos, encuentran a Líder en una tienda misteriosa comprando un mapa del tesoro, Kennosuke le advierte que todos los objetos que se venden allí son falsos a lo que Líder le contesta que él fue hasta allá a comprar una espada para que su acto de samurái se viera mejor, el dueño de la tienda le ofrece una espada y Kennosuke comienza a reírse ya que descubre que es una espada falsa. Líder persigue al dueño con la espada hasta afuera de la tienda. Al salir, es encuentran con Fernando González que saluda a Nadja con un beso en su mano, provocando que TJ y Kennosuke se pongan celosos. Ambos discuten con Fernando acerca de la razón por la cual alguien de la nobleza como él se encuentra en un lugar tan corriente, a lo que el contesta que ir a esos lugares le ayuda a distinguir las reliquias de las imitaciones; TJ y Kennosuke piensan que el debería entonces guiarlos para que aprendan a lo que el acepta. Paran en una tienda y Fernando comienza a especular sobre el trabajo de un reloj de pared por lo que le ofrece al dueño trescientos francos por él. el dueño no acepta su propuesta ya que afirma que ese reloj no es tan caro como piensa y que además no funciona, haciendo que los demás se rían de él. Fernando se enoja con el vendedor diciéndole que sí no lo quiere vender pues entonces que no lo ponga en la tienda en lo que el vendedor le contesta que ese reloj es un recuerdo del cual no puede apartarse ni un segundo. Fernando se burla de esas palabras y Nadja le da un cachetazo pidiendo después disculpas. Todos se quedan asombrados y Fernando huye de la tienda, el dueño como premio por haberlo enfrentado le obsequia a Nadja el objeto que ella quiera de la tienda. Nadja acepta y Rita le muestra una caja musical que tiene dibujos de corazones los cuales se parecen a su broche. Al abrirla, suena la melodía que Nadja bailó con Francis en aquel baile. Nadja le pregunta al señor Gérard (el dueño)si puede llevarse la cajita, a lo que él le pide disculpas ya que tampoco está en venta. En eso llegan la abuela y Sylvie que se dirigen a comprar los vestuarios para sus próximas presentaciones y entonces ellos las acompañan excepto Kennosuke que se queda ya que quiere intentar reparar el reloj de la pared, Nadja le dice al señor Gérard que irá después a elegir su regalo. En el mercado la abuela compra telas para la ropa de las chicas y luego Harvey les ofrece de ir a almorzar, en eso Nadja va a buscar a Kennosuke y observa que pudo reparar el reloj de la pared. El señor Gérard se emociona ya que ese es el único regalo que le obsequió a su esposa. Le ofrece a Kennosuke un reloj de bolsillo pero al ver a Nadja con la cajita musical le pide que se la regale. El señor Gélard comienza a relatarle como fue que obtuvo esa cajita hace diez años: un día, cuando su esposa seguía con viva, llegó una mujer de la nobleza a ofrecerle esa cajita por dinero. El ofrece darle cincuenta francos y ella los acepta pero cuando está a punto de irse le pide escuchar por última la vez la canción de la caja (fue la primera pieza de música que escuchó con su difunto esposo); la esposa del señor Gélard le dice que debe ser un recuerdo muy preciado para ella y que por lo tanto la guarden hasta que ella decida volver por ella. A Nadja le gusta esa historia, por otro lado, Kennosuke dice que como pasó tanto tiempo, la señora tal vez ni se acuerde de la cajita. El señor Gélard recapacita y decide regalársela a Nadja a lo que ella le contesta que la mujer puede volver por la cajita, él le dice que está viejo y después de su muerte no sabrá el destino de esa cajita musical y que prefiere que ella la cuide. De vuelta en el carro de la compañía, Nadja se pregunta quien habrá sido la mujer que tuvo el mismo recuerdo que ella (bailar esa pieza con alguien especial), mientras tanto, la madre de Nadja se encuentra en su mansión tocando esa melodía en el piano. | |                                                                   |
| 11 | «¡Acorralado! Declaración en París» «Kiki ippatsu!! Paris no Kokuhaku» (危機一髪！パリの告白) España: «Huida y confesión en París» Hispanoamérica: «Una confesión de amor en París»                                                                                      | 13 de abril de 2003 15 de abril de 2006 7 de marzo de 2007        |
| La compañía dará una función frente al Arco del Triunfo y mientras todos ensayan, un niño se acerca a entregarle a Líder un pedido que había encargado: un par de guantes, en eso se acerca a Nadja para preguntarle qué tal se ve y al ver al niño se queda asombrada, puesto que era Oliver, un viejo amigo del orfanato Applefield. El que se queda a observar el show y luego se ponen a platicar, Oliver quiere aprovechar la situación para declararle su amor a Nadja, ya que todo el tiempo que han pasado ha querido hacerlo pero siempre se vio interrumpido, cuando estaba a punto de hacerlo aparece Líder quien le pide ayuda a Nadja. Más tarde se pasean por la ciudad y Nadja puede observar a Rosso y Bianco quienes la persiguen de nuevo, en eso ella se asusta y empieza a correr con Oliver. El la lleva hasta el taller donde el trabaja y le muestra una carta de los niños del orfanato y de paso le pregunta por qué la están persiguiendo unos hombres a lo que ella le contesta que no lo sabe pero que quieren quitarle el broche de su madre y que además fueron ellos los que incendiaron el orfanato, Oliver le promete apoyarla en lo que necesite y en ese momento va a decirle a Nadja lo que siente pero oyen un ruido: Rosso y Bianco han entrado al taller. El dueño los enfrenta y mientras él hace eso, Nadja y Oliver escapan por atrás. Rosso y Bianco son echados del taller y ven a Nadja escapándose. Mientras tanto, Harvey y TJ están haciendo compras cuando este último ve a Nadja correr entonces va tras ella, dejando a Harvey solo quien choca con Rosso y Bianco. Nadja y Olvier se esconden y Rosso y Bianco los buscan pero no dan con ellos, así que van a otro lado, los niños se calman ya que se fueron y Olvier va a declararse a Nadja pero llega TJ. Cuando están por irse Rosso y Bianco los descubren y dañan a Oliver y TJ pero llega Harvey que los golpea con una sartén y ellos se van del lugar. De vuelta en el carro de la compañía Oliver quiere declararle a Nadja sus sentimientos pero Nadja ve a Rita caerse y la ayuda, en ese momento Olvier recuerda por qué le gusta Nadja: ella ayudó a una niña del orfanato (Phoebe) a no sentirse mal por la pérdida de sus padres, ya que todos habían pasado por lo mismo y que con la ayuda de todos podría afrontar eso. Oliver decidido va a decirle lo que siente pero a último minuto se acobarda y le dice que juntos son una gran familia. Líder reúne a todos y les dice que deben marcharse cuánto antes de París ya que van a viajar en búsqueda de un tesoro. Nadja se despide de todos y Harvey se pregunta por qué la persiguen esos hombres mientras que Oliver tiene esperanza de que algún día volverá a verla para decirle que la ama. | |                                                                   |
| 12 | «¡¿Es romántico buscar tesoros?!» «Takara sagashi wa Romantic!?» (宝探しはロマンチック！？) España: «¿Es emocionante buscar tesoros?» Hispanoamérica: «¿Es romántico buscar tesoros?»                                                                                    | 20 de abril de 2003 22 de abril de 2006 8 de marzo de 2007        |
| La compañía Dandelion se toma un descanso en un pequeño pueblo en donde el líder junto con kennosuke y nadja en busca de un tesoro oculto por Juana de arco. Siguiendo el mapa que el líder tiene llegan a una verduleria, allí un hombre les explica que muchas personas han visitado la casa de la famosa guerrera aunque afirma que el tesoro de la misma si existe pero no se sabe que oculto. Dándoles un mapa con la duda de kennosuke acerca de la validez del mapa los jóvenes se imaginan que podrían hacer con el tesoro. Llegando a una iglesia el padre les cuenta las historia sin ningún interés de los viajeros. A cambio de un tercer mapa deben realizar una generosa donación a la iglesia, kennosuke y nadja vuelvena dudar de la procedencia del mapa dibujada pero el líder les estimula a seguir para llegar nuevamente a la casa de un calvo para decirles que tiene otro mapa que según el hombre es verdadero relacionada con la paz; los chicos imaginan nuevamente los que podrían hacer con el extraordinario tesoro. Atravesando grandes peligros utilizando las agilidades de kennosuke y el líder logran atravesar todas las dificultades. Al llegar a la cima de la montaña se encuentran con un sinfín de asusenas siendo estas el tesoro de juana con el deseo de que la guerra terminé. Al volver algo decepcionados los demás les esperan con una gran cena. | |                                                                   |
| 13 | «Francis inmerso en la mañana» «Asahi no Naka no Francis» (朝陽の中のフランシス) España: «Francis a la luz del amanecer» Hispanoamérica: «Un amanecer al lado de Francis»                                                                                                | 27 de abril de 2003 29 de abril de 2006 9 de marzo de 2007        |
| Nadja llega a Suiza en donde termina su vestido, arriban en un orfanato alemán donde dan una función de caridad a la que Francis también asiste ya que donó una biblioteca en el mismo. Nadja con su nuevo vestido presenta su nuevo baile y en plena función cruza miradas con él. En la noche ambos se distancian y al día siguiente Nadja lo busca en todo el edificio hasta que lo encuentra en el jardín. Ahí discuten sobre la decisión de Francis de donar la biblioteca, su "noblesse obligue". Más tarde Nadja enseña a las niñas a bailar y Francis se suma. La directora comunica que el abandonará el orfanato al día siguiente al igual que Líder con la compañía. De noche, Nadja y Francis charlan sentados en un árbol y ella le confiesa que su "noblesse obligue" fue enseñar a las niñas a bailar. Amanece y se besan luego de prometerse volver a verse. Nota: En este episodio, el baile clásico de Nadja cambia por el baile tirolés. | |                                                                   |
| 14 | «Mentiras en el festival de las flores de los Alpes» «Alps no Hanamatsuri no Uso» (アルプス花祭りのウソ) España: «Mentiras en el festival de las flores de los Alpes» Hispanoamérica: «Un secreto en el festival de los Alpes»                                           | 4 de mayo de 2003 6 de mayo de 2006 12 de marzo de 2007           |
| Nadja y la compañía ambulante llegan a los Alpes a presentar su actuación en el "Festival de las flores" que será al día siguiente. La tarde en que llegaron, la compañía se dedica a descansar, Kennosuke persigue a Rita que se escapó a jugar con Crema y Chocolate, en eso conocen a Sady, un niño del lugar que los invita a jugar con su trineo. Sady le cuenta a Kennosuke de una cascada secreta, pero él le dice a Rita que no puede ir porque ser una niña. Rita va con Nadja y la lleva hasta la cascada. Kennosuke y Sady llegan a la cascada, allí hay un arroyo y para cruzarlo necesitan subirse a un tronco, cuando lo hacen, descubren que Rita, Crema y Chocolate estaban sobre el tronco atemorizados, mientras Nadja se quedó en la orilla porque se atrasó en el camino. Rita cae del tronco junto con los leones y Sady acude a su rescate. Al estar todos sanos y salvos, Kennosuke y Nadja descubren que Chocolate es en realidad un león blanco pintado de negro. Kennosuke se ve molesto por la mentira de Líder y expresa su opinión de que odia a la gente mentirosa, mientras Sady se ve algo preocupado. En el camino para volver al lugar donde estaba la compañía, unos niños aparecen y se burlan de Sady por estar mojado y revelan que Sady es una niña, en esto Sady huye a su casa y los demás regresan a donde estaba la compañía para poder secar la ropa de Rita y volver de negro a Chocolate. Nadja está preocupada por Sady, así que junto con Kennosuke van hasta su casa, donde su madre los recibe y le cuentan que el nombre verdadero de Sady es Sabine y que se comporta como niño ya que tiene cinco hermanos, también les muestra un vestido que quería que Sabine usara para el festival, mientras ella estaba oculta escuchando toda la conversación. Al día siguiente en el festival, la compañía presenta su actuación mientras Sabine se mete a escondidas al carro de la compañía para probarse el vestido que su madre le hizo, en eso entra Rita y juntas empiezan a maquillarse hasta que entra Nadja y ayuda Sabine a arrglarse. Cuando terminan, la hacen subir al escenario para que todos puedan verla y Kennosuke la invita a bailar. | |                                                                   |
| 15 | «La familia en una tormenta» «Arashi no Naka no Kazoku» (嵐の中の家族) España: «La familia en una tormenta» Hispanoamérica: «Una tormenta en los Alpes» | 11 de mayo de 2003 13 de mayo de 2006 13 de marzo de 2007         |
| La compañía se dirige a Italia, pero para eso debe atravesar los Alpes. En su camino se encuentran con una carruaje parado, cuyos pasajeros se niegan a pagarle el doble de lo estipulado al cochero porque este asegura que no pondrá en riesgo su vida por muy poco dinero a cambio de hacer un camino peligroso, Líder les ofrece llevarlos en su coche y estos aceptan. Paralelamente, en la mansión Premiger, es el cumpleaños del abuelo de Nadja, el duque Premiger y su hija Colette(la madre de Nadja) con su esposo están ahí para celebrarlo. Más tarde llegan Hermann, el hijo del duque, con el cual está molesto por haber mentido acerca de que él es el último heredero Premiger para realizar una inversión que además tuvo un resultado negativo. Colette le dice a su padre que ella invitó a Hermann a la fiesta y que además es cierto que él es el último heredero Premiger ya que ella se casó, pero el duque sabe que Nadja sigue con vida a pesar de que Colette piensa que murió. En la montaña comienza una fuerte lluvia, y el carro para sin razón. Líder le cuenta a los pasajeros que tendrán que pasar la noche varados pero ellos no quieren ya que tienen que estar temprano en un pueblo. Comienza una discusión pero Nadja calma a todos cantando una linda canción y todos se reúnen a comer y tomar unas copas de vino, dos de los pasajeros cuentan que tienen que asistir a la boda de su hija que dieron en adopción y el otro debe reunirse con su familia luego de haber estado dos años preso. Todos juntos salen afuera a empujar el carro y en eso Nadja se resbala y se encuentran colgando de un precipicio sostenida por una rama pero Líder la rescata, los pasajeros agradecen que haya arriesgado su vida por ellos y le dicen que no habrá problema en pasar la noche durmiendo, Nadja sin embargo los convence de seguir empujando ya que queda poco para llegar, y todos se ponen a empujar hasta llegar a la cima. Al llegar a la cima, el carro se mueve por sí solo colina abajo, Líder enciende el motor del coche y ve que ya funciona y llevan a los pasajeros hasta sus destinos. | |                                                                   |
| 16 | «¡No lo entiendo! ¡El juego del amor de los adultos!» «Wakaranai! Otona no renai geemu!» (わからない！大人の恋愛ゲーム！) España: «No entiendo el juego del amor de los mayores» Hispanoamérica: «El cruel juego del amor»                                               | 18 de mayo de 2003 20 de mayo de 2006 14 de marzo de 2007         |
| Después de aquella tormenta, la Compañía Dandelion llegó a un lugar de descanso donde los nobles más ricos de Italia se reunían. Kennosuke, Rita, Crema y Chocolate salen a explorar los alrededores mientras Nadja le escribe a la directora del orfanato Applefield una carta. Cuando la termina sale a visitar los jardines hasta llegar a un edificio donde dentro se encuentra la oficina de correo. Antes de poder entrar, un jardinero le dice que no puede permanecer allí porque no es una de sus clientes, en eso aparece Julieta Sartori, hija de un conde, que le pregunta a Nadja si desea que ella envíe su carta y esta acepta. Luego de que Julieta envía la carta, ambas caminan por el jardín para conocerse, hasta que Leonardo y Thierry aparecen junto con un grupo de mujeres que son las novias de Leonardo. Éste y Julieta se saludan con un beso ya que son prometidos, las novias de Leonardo le dicen que se apure para que puedan ir a pasear en un bote ya que sino no podrán regresar a tiempo para la fiesta de esa noche, él le pregunta a Julieta si desea ir pero ella dice que no y Leonardo se va de todos modos. Nadja se ve molesta por la actitud que tuvo el con su prometida, pero Julieta le dice que no le importa y la invita a tomar un poco de té. Allí Nadja le pregunta a Julieta que por qué debe casarse con el y ella le responde que los padres de nobles eligen con quien deben casarse sus hijos a lo que Nadja le contesta que sería mejor que ambos se amaran si van a casarse y en ese momento Kennosuke y Rita las interrumpen para avisare a Nadja que tiene que prepararse para la presentación. La última frase que pronuncia deja a Julieta muy pensativa. Cuando esta se levanta de la mesa se encuentra con Antonio Fabiani, un hombre proviente de Venecia. En el baile de esa noche Antonio sigue a Leonardo y Julieta, pero cuando se encuentran hablando, llegan las novias de Leonardo y lo hacen bailar con las tres al mismo tiempo, por lo que Julieta se queda sola y Antonio aprovecha para invitarla a bailar. Thierry los ve y le avisa a Leonardo. Antonio hace confundir a Julieta y en ese momento toma a Julieta de la cintura muy cerca pero ella se suelta y se retira. Ella corre pero el la persigue hasta la parte de atrás del carro de la compañía donde se encontraba Nadja. Antonio hace confundir a Julieta por lo cual ella escapa y Nadja le pregunta que le hizo, el la soborna pero no acepta el dinero a pesar de que tampoco iba a decir nada. Nadja sale a escena con Kennosuke haciendo un acto de banderas y a la mañana siguiente la compañía parte a Milán, pero cuando se estaban marchando, un carruaje pasó junto a ellos, en donde se encontraba Colette, la madre de Nadja. | |                                                                   |
| 17 | «Amor y ambición en Milán» «Ai to Yabou no Milan» (愛と野望のミラノ) España: «Amor y ambición en Milán» Hispanoamérica: «Milán, la ciudad del amor y la ambición» | 25 de mayo de 2003 15 de marzo de 2007                            |
| 18 | «Venecia, lágrimas y Mamma Mia» «Venice, Namida no Mamma Mia» (ヴェネツィア、涙のマンマ・ミーア) España: «Venecia, lágrimas y mamma mia» Hispanoamérica: «Mamma mia» | 1 de junio de 2003 16 de marzo de 2007                            |
| 19 | «Noche de niebla, la verdad de Rosa Negra» «Kiri no Yoru, Kurobara no Shinjitsu» (霧の夜・黒バラの真実) España: «La verdad de la Rosa Negra en una noche con niebla» Hispanoamérica: «El secreto que oculta Rosa Negra»                                                  | 8 de junio de 2003 19 de marzo de 2007                            |
| 20 | «¡Llena de peligro! Cita en Roma» «Kiken ga Ippai! Rome no Date» (危険がいっぱい！ローマのデート) España: «Una cita movidita en Roma» Hispanoamérica: «Una cita romántica en Roma»                                                                                       | 22 de junio de 2003 20 de marzo de 2007                           |
| 21 | «Familias diferentes, dos cumpleaños» «Sure chigau oyako, Futatsu no tanjoubi» (すれ違う母娘・ふたつの誕生日) España: «Dos cumpleaños en el mismo día» Hispanoamérica: «Nuestro cumpleaños»                                                                              | 29 de junio de 2003 21 de marzo de 2007                           |
| 22 | «¡Ayuda! Recuerdos llameantes» «Tasukete! Honou no Kiyoku» (助けて！炎の記憶) España: «¡Socorro! Recuerdos del fuego» Hispanoamérica: «Un horrible recuerdo» | 6 de julio de 2003 22 de marzo de 2007                            |
| 23 | «¡Terror! El barco fantasma en el Mediterráneo» «Kyoufu! Chichiyukai no Yuureisen» (恐怖！地中海の幽霊船) España: «¡Qué miedo! El barco fantasma en el Mediterráneo» Hispanoamérica: «Un barco fantasma en el Mar Mediterráneo»                                          | 13 de julio de 2003 23 de marzo de 2007                           |
| 24 | «¡Ole! flamenco y toros bajo el Sol» «Ole! Taiyou no Tougyuushi to Flamenco» (オーレ！太陽の闘牛士とフラメンコ) España: «Olé, flamenco y toros bajo el sol» Hispanoamérica: «El torero del sol y el flamenco ¡Olé!»                                                      | 20 de julio de 2003 26 de marzo de 2007                           |
| 25 | «Vuelve la hermosa traidora» «Kaete Kita Uragiri no Bishoujo» (帰ってきた裏切りの美女) España: «Vuelve la hermosa traidora» Hispanoamérica: «La hermosa mujer que ama la traición»                                                                                       | 27 de julio de 2003 27 de marzo de 2007                           |
| 26 | «El otro lado de Francis» «Francis no Mukougawa» (フランシスの向こう側) España: «Otra faceta de Francis» Hispanoamérica: «El otro lado de Francis» | 3 de agosto de 2003 28 de marzo de 2007                           |
| 27 | «¡Kennosuke surca el cielo!» «Soratobu Kennosuke!» (空飛ぶケンノスケ) España: «Kenosuke vuela por el cielo» Hispanoamérica: «Los sueños de Kenosuke» | 10 de agosto de 2003 29 de marzo de 2007                          |
| 28 | «La princesa peligrosa» «Kiken na Princess» (危険なプリンセス) España: «Una princesa despechada» Hispanoamérica: «Una princesa peligrosa» | 17 de agosto de 2003 30 de marzo de 2007                          |
| 29 | «¡Una vida maravillosa! El hombre que vio la luz y la sombra» «Subarashiki Jinsei! Hikari to Kage wo Mita Otoko» (すばらしき人生！光と影を見た男) España: «¡Qué vida tan maravillosa! El hombre que conoció la luz y la sombra» Hispanoamérica: «La vida es maravillosa» | 24 de agosto de 2003 2 de abril de 2007                           |
| 30 | «Rosa blanca manchado de barro» «Doromamire no Shirobara» (泥まみれの白バラ) España: «La Rosa Blanca se queda callada» Hispanoamérica: «Rosa Blanca cubierto en lodo» | 31 de agosto de 2003 2 de abril de 2007                           |
| 31 | «El payaso que no llora» «Nakanai Pierrot» (泣かないピエロ) España: «Los payasos no lloran» Hispanoamérica: «El payaso que nunca llora» | 7 de septiembre de 2003 3 de abril de 2007                        |
| 32 | «Al final del Nilo, el secreto del anillo» «Nile no Hate, Yubiwa no Himitsu» (ナイルの果て・指輪の秘密) España: «Al final del Nilo, el secreto del anillo» Hispanoamérica: «El secreto de la sortija»                                                                    | 14 de septiembre de 2003 3 de abril de 2007                       |
| 33 | «Desaparece el broche en la pirámide» «Pyramid ni Kieta Brooch» (ピラミッドに消えたブローチ) España: «Desaparece el broche en la pirámide» Hispanoamérica: «El broche que desaparece en la pirámide»                                                                     | 21 de septiembre de 2003 4 de abril de 2007                       |
| 34 | «Adiós compañía Dandelion» «Sayonara Dandelion Ichiza» (さよならダンデライオン一座) España: «Adiós compañía Dandelion» Hispanoamérica: «Adiós a la Compañía Dandelion»                                                                                                   | 28 de septiembre de 2003 4 de abril de 2007                       |
| 35 | «Caprichos del viento, ironías del destino» «Kaze no Itazura, Unmei no Hikuni» (風のいたずら・運命の皮肉) España: «Caprichos del viento, ironías del destino» Hispanoamérica: «Una ironía del destino»                                                                   | 5 de octubre de 2003 5 de abril de 2007                           |
| 36 | «¡Qué peligro! Rosa Negra arriesga su vida» «Ayaushi! Inochi wo Kaketa Kurobara» (危うし！命を賭けた黒バラ) España: «¡Qué peligro! La Rosa Negra arriesga su vida» Hispanoamérica: «Rosa Negra arriesga su vida»                                                         | 12 de octubre de 2003 5 de abril de 2007                          |
| 37 | «¡Meian! Operación para rebatar el broche» «Meian! Brooch Dakkan Sakusen» (明暗！ブローチ奪還作戦) España: «Recuperar el broche» Hispanoamérica: «El plan para recuperar el broche»                                                                                      | 19 de octubre de 2003 6 de abril de 2007                          |
| 38 | «La sonrisa y el complot de Rose Mary» «Rosmary Egao no Inbou» (ローズマリー笑顔の陰謀) España: «Rosemary, engaño bajo una sonrisa» Hispanoamérica: «El complot de Rosemary»                                                                                             | 26 de octubre de 2003 6 de abril de 2007                          |
| 39 | «¡No te la lleves! Mi madre» «Touranaide! Watashi no Okaasan» (盗らないで！私のお母さん) España: «No me quites a mi madre» Hispanoamérica: «Devuélveme a mi madre» | 9 de noviembre de 2003 9 de abril de 2007                         |
| 40 | «¡El mañana decisivo! El verdadero viaje» «Ketsui no Asa! Hontou no Tabidachi» (決意の朝！本当の旅立ち) España: «Una decisión, una vida nueva» Hispanoamérica: «El verdadero viaje»                                                                                      | 16 de noviembre de 2003 10 de abril de 2007                       |
| 41 | «Alegría, sufrimiento y viaje solitario» «Yorokobi mo Kurushimi mo Hitori Tabi» (喜びも苦しみもひとり旅) España: «Viajando sola con diversión y tristeza» Hispanoamérica: «Un viaje solitario»                                                                           | 23 de noviembre de 2003 11 de abril de 2007                       |
| 42 | «Ciudad natal solitaria» «Hitoribocchi Kokyou» (ひとりぼっちの故郷) España: «Ciudad natal solitaria» Hispanoamérica: «El orfanato abandonado» | 30 de noviembre de 2003 12 de abril de 2007                       |
| 43 | «El piano toca una nana que nos une» «Piano ga tsunagu Komoriuta» (ピアノがつなぐ子守歌) España: «Una nana tocada en el piano» Hispanoamérica: «Una tierna canción de cuna»                                                                                              | 7 de diciembre de 2003 13 de abril de 2007                        |
| 44 | «¿Cuál te gusta? La opción definitiva» «Docchi ga Suki? Kyoukyoku no Sentaku» (どっちが好き？究極の選択！) España: «¿A quién amo? La decisión definitiva» Hispanoamérica: «Una decisión difícil»                                                                         | 14 de diciembre de 2003 16 de abril de 2007                       |
| 45 | «El eterno triángulo, indecisión en el corazón» «Sannin Moyou, Guratsuku Koigokoro» (三人模様・ぐらつく恋心) España: «El eterno triángulo, indecisión en el corazón» Hispanoamérica: «Un triángulo amoroso»                                                              | 21 de diciembre de 2003 17 de abril de 2007                       |
| 46 | «¡Enfrentamiento, las dos Nadja!» «Futari no Nadja, Taiketsu!» (二人のナージャ、対決！) España: «Enfrentamiento entre las dos Nadjas» Hispanoamérica: «Las dos Nadjas»                                                                                                   | 28 de diciembre de 2003 18 de abril de 2007                       |
| 47 | «¡Silencio! Rosa Blanca capturado» «Monmoku! Toraware no Shirobara» (沈黙！囚われの白バラ) España: «La Rosa Blanca en prisión» Hispanoamérica: «Rosa Blanca es encarcelado»                                                                                              | 4 de enero de 2004 19 de abril de 2007                            |
| 48 | «¡La otra cara! El fin de Rosa Negra» «Gyakuten! Kurobara no Saigo» (逆転！黒バラの最後) España: «La otra cara del destino. El final de la Rosa Negra» Hispanoamérica: «El final de Rosa Negra»                                                                          | 11 de enero de 2004 20 de abril de 2007                           |
| 49 | «¡No te rindas! El verdadero poder» «Akiramenai! Shinjitsu no Chikara» (諦めない！真実の力) España: «Nunca me doy por vencida. El poder de la verdad» Hispanoamérica: «El poder de la verdad»                                                                            | 18 de enero de 2004 30 de abril de 2007                           |
| 50 | «La puerta de un nuevo destino» «Aratanaru Unmei no Tobira» (新たなる運命の扉) España: «La puerta hacia un nuevo destino» Hispanoamérica: «La nueva puerta del destino»                                                                                                  | 25 de enero de 2004 30 de abril de 2007                           |

## Manga
La historia en que se basa Ashita no Nadja se narra en 2 volúmenes de manga. A continuación se enlistan las fechas de lanzamiento de los volúmenes japoneses de Ashita no Nadja.
| Vol. | Fecha de lanzamiento    |
| ---- | ----------------------- |
| 1    | 5 de septiembre de 2003 |
| 2    | 6 de febrero de 2004    |

## DVD en Japón
La recopilación de los distintos capítulos de la serie, se realizó en 13 volúmenes de DVD. El primer DVD trae solo dos episodios, pero incluye una guía de historietas, canciones y otros extras. El resto de los discos trae cuatro episodios. En 2016 se lanzó a la venta una caja con la serie completa en DVD con extras y el intro y ending sin créditos. A continuación se presenta una lista de los DVD y los capítulos que abarca cada uno:
| Vol. | Fecha de lanzamiento     | Episodios      |
| ---- | ------------------------ | -------------- |
| 1    | 18 de septiembre de 2003 | 1 al 2 + bonus |
| 2    | 16 de octubre de 2003    | 3 al 6         |
| 3    | 19 de noviembre de 2003  | 7 al 10        |
| 4    | 17 de diciembre de 2003  | 11 al 14       |
| 5    | 21 de enero de 2004      | 15 al 18       |
| 6    | 18 de febrero de 2004    | 19 al 22       |
| 7    | 17 de marzo de 2004      | 23 al 26       |
| 8    | 21 de abril de 2004      | 27 al 30       |
| 9    | 19 de mayo de 2004       | 31 al 34       |
| 10   | 16 de junio de 2004      | 35 al 38       |
| 11   | 14 de julio de 2004      | 39 al 42       |
| 12   | 18 de agosto de 2004     | 43 al 46       |
| 13   | 15 de septiembre de 2004 | 46 al 50       |
| 1    | 10 de febrero de 2016    | 1 al 50        |

## DVD en otros países
La serie en DVD fue lanzada en España, Francia y Brasil por el distribuidor Toei Animation.
| País    | Vol. | Fecha de lanzamiento     | Episodios |
| ------- | ---- | ------------------------ | --------- |
| España  | 1    | 23 de octubre de 2007    | 1 al 4    |
| España  | 2    | 23 de octubre de 2007    | 5 al 8    |
| España  | 3    | 23 de octubre de 2007    | 9 al 12   |
| Francia | 1    | 11 de septiembre de 2007 | 1 al 26   |
| Francia | 2    | 28 de abril de 2008      | 27 al 50  |
| Brasil  | 1    | 2 de julio de 2009       | 1 al 4    |
| Brasil  | 2    | 2 de julio de 2009       | 5 al 8    |
| Brasil  | 3    | 2 de julio de 2009       | 9 al 12   |
| Brasil  | 4    | 2 de julio de 2009       | 13 al 16  |

## Doblaje
| Personaje                | Actor de voz Original (Japón) | Actor de voz (España)     | Actor de voz (Latinoamérica) |  |
| ------------------------ | ----------------------------- | ------------------------- | ---------------------------- |  |
| Nadja Applefield         | Ami Koshimizu                 | Pilar Aguado              | Mariana Ortiz                |  |
| Francis Harcourt         | Mitsuki Saiga                 | Juan Navarro              | Rolando de la Fuente         |  |
| Keith Harcourt           | Mitsuki Saiga                 | Juan Navarro              | Christian Strempler          |  |
| Kennosuke Tsurugi        | Reiko Kiuchi                  | Diana Torres              | Gerry Meza                   |  |
| Rita Rossi               | Ikue Ootani                   | Marta Sainz               | Circe Luna                   |  |
| Anna Petrova             | Hisako Kyōda                  | Mercedes Espinosa         | Guadalupe Noel               |  |
| George Haskill           | Kazuya Ichijou                | Salvador Serrano          | Mario Sauret                 |  |
| Sylvie Arte              | Fumiko Orikasa                | Margot Estévez            | Laura Ayala                  |  |
| Abel Geiger              | Takumi Yamazaki               | José Carabias             | Rubén León                   |  |
| Thomas O'Brien           | Hiroaki Hirata                | José María Carrero        | Rafael Rivera                |  |
| Bianco                   | Kazunari Kojima               | Ramón González            | Arturo Mercado Chacón        |  |
| Rosso                    | Kenji Nomura                  | Luis Vicente Ivars        |                              |  |
| Rosemary Applefield      | Rumi Shishido                 | Margot Estévez            | Karla Falcon                 |  |
| Colette Preminger        | Reiko Yasuhara                | Carolina Tak              | Diana Pérez                  |  |
| Harvey Livingston        | Kenjiro Tsura                 | José María Carrero        | Christian Strempler          |  |
| Duque Preminger          | Eiji Maruyama                 | Rafael Calvo              | José Luis Castañeda          |  |
| Fernando González        | Naozumi Takahashi             | Rosa Vivas                |                              |  |
| Antonio Fabiani          | Ryō Horikawa                  | José María Carrero        | Roberto Mendiola             |  |
| Marry Anne Hamilton      | Akar Higuchi                  | Marta Sáinz               | Diana Pérez                  |  |
| Hermann Preminger        | Issei Futamata                | Carlos López              | Rafael Rivera                |  |
| TJ Livingston            | Yuki Kaida                    | Marta Sáinz               | Mónica Villaseñor            |  |
| Christian Strand         | Yusuke Oguri                  | Mariano García            | Gabriel Ortiz                |  |
| Marinero (0x23)          | Yusuke Oguri                  | Jaime Roca                |                              |  |
| Capitán pirata           | Kazuo Azashi                  | Angel Amorós              |                              |  |
| Irma "Mamma" Fabiani     | Tomoko Ide                    | Julia Martínez            | Ángela Villanueva            |  |
| Oliver Campbell          | Yuko Tachibana                | Blanca Rada               | Isabel Romo                  |  |
| Alex                     | Mamiko Noto                   | Miriam Valencia           | Mayra Arellano               |  |
| Count Gerhard Waltmüller | Mitsuru Miyamoto              | Francisco Andrés Valdivia | José Gilberto Vilchis        |  |
| Señorita Evans           | Asako Dodo                    | Diana Torres              |                              |  |
| Leonardo Cardinale       | Kenichi Suzumura              | Ramón González            | Emanuel Rivas                |  |
| Thierry Rothschild       | Yuuta Mochizuka               | José Carabias             |                              |  |
| Raphael                  | Kouji Yamamoto                | Juan Navarro              | Rafael Rivera                |  |
| José Rodríguez           | Akio Ōtsuka                   | Jaime Roca                | Héctor Moreno                |  |
| Carmen                   | Rika Fukami                   | Carmen Podio              | Ana Patricia Anides          |  |
| Stefan                   | Tomoko Kawakami               | Silvia Sarmentera         |                              |  |
| John Whittard            | Naoki Yanagi                  | Luis Vicente Ivars        | Irwin Daayán                 |  |
| Jefe de policía en Viena | Takashi Yosiki                | Juan Carlos Lozano        |                              |  |
| Sacerdote (0x12)         | Tokumaru Honda                | Juan Francisco Lamata     |                              |  |
| Opening                  | Minako Honda                  | Diana Torres              | Fela Domínguez Guzmán        |  |
| Ending                   | Ami Koshimizu                 | Diana Torres              | Fela Domínguez Guzmán        |  |

La traducción del guion al español para la serie animada en América Latina la realizó Brenda Nava.

## Mercadotecnia
La mercadotecnia relacionada con Ashita no Nadja se centra en la venta de figuras de acción, siendo principalmente vendido los muñecos con los vestidos usados en la serie, pero también se vendían figuras con otros trajes. 
También se vendieron todos los vestidos de Nadja, las muñecas, el broche, la cajita de música, el caleidoscopio, el paraguas, el bastón, la maleta, la máquina de escribir, la máquina de coser y el diario.
Otros elementos fueron la venta de palillos de Nadja hasta teléfonos móviles con la figura de Nadja.

## Merchandising en otros países
- En Italia se comercializaron las muñecas, peluches, carpetas, la revista oficial, el libro de Nadja, un set de belleza, mochilas, el álbum de figuritas y un diario.
- En España se comercializó la serie en DVD y el broche.
- En Francia solamente se comercializó la serie en DVD.
- En Brasil solamente se comercializó la serie en DVD.